# Казембек, Александр Касимович
Александр Касимович Казем-Бек (Мирза Казем-Бек, азерб. Mirzə Məhəmməd Əli Kazım bəy; 22 июля 1802, Решт, Персия — 27 ноября [9 декабря] 1870, Санкт-Петербург, Российская империя) — российский учёный-востоковед, первый декан Факультета восточных языков Санкт-Петербургского университета (ныне Восточный факультет СПбГУ), член-корреспондент РАН (1835), доктор филологических наук (1863).
Иногда называется основоположником Казанской школы востоковедов и одним из организаторов российского востоковедения. По мнению известного российского востоковеда и ираниста В.В. Григорьева, Казем-Бек был одним из тех, кто поставил изучение Востока в России на научные, академические рельсы, вывел российскую науку о Востоке на уровень, не уступающий европейскому, а подчас и превосходящий достигнутое востоковедами Западной Европы.
Академик А. Н. Кононов отмечал, что Александр Казем-Бек «соединял в себе европейскую ученость с ученостью восточной». Казем-Бек в совершенстве говорил и писал на азербайджанском, персидском, русском, татарском, турецком, арабском, английском, французском языках, владел также немецким и древнееврейским языками.
Александр Казем-Бек занимался исследованиями и переводами памятников, лингвистическими и поэтическими сюжетами, описанием рукописей и мусульманским законоведением. До сих пор сохраняют своё значение для науки труды ученого в области тюркологии, истории и религиоведения Ирана. Велики заслуги Казем-Бека, который «обладал темпераментом инициатора и руководителя» (В.В. Бартольд), в становлении университетского востоковедения в Петербурге, в поощрении талантливых студентов и молодых ученых.
Судьба Казем-Бека была трудной и полной испытаний. Сын известного мусульманского богослова и законоведа, он в 1823 году принял христианство пресвитерианского вероисповедания от шотландских миссионеров, получив имя Александр. Этот крайне необычный поступок для мусульманина повлек разрыв с родителями. Не имея даже университетского диплома, Казем-Бек, преподававший восточные языки в Казани, был в возрасте 26 лет избран действительным членом Королевского Азиатского общества в Лондоне, а через 2 года, написав на персидском языке работу по арабской филологии, получил степень магистра восточной словесности. К концу жизни учёный имел звания члена-корреспондента Российской академии наук и почётного доктора восточной словесности.

## Биография
Мирза Мухаммед Али Казем-бек родился в семье шиитского духовного главы Дербента 22 июля 1802 года в городе Решт в Персии, где его отец хаджи Мухаммед Касим Казем-бек находился по делам службы. В различных источниках национальная принадлежность Александра Казем-бека указана как азербайджанец, перс (в дореволюционной России персами нередко называли азербайджанцев) или «татарского происхождения».
Дед Казембека был министром финансов и попечителем народного продовольствия при Фатали-хане Кубинском. Отец Казембека Гаджи Касим родился и жил в Дербенте. В конце XVIII века он переселился в Иран. Там Гаджи Касим изучал мусульманское законоведение, совершил несколько паломнических путешествий в Аравию, в частности в Мекку и Медину. Будучи в Иране, в 1801 году Гаджи Касим женился на Шараф Нисе, дочери Рештского губернатора Мир Багир хана, от этого брака родился будущий учёный Мирза Мухаммед Али Казем-Бек. После присоединения Кубинского ханства к России Гаджи Касим решил вернуться на родину в Дербент и в 1810 году вызвал семью из Ирана. Отец Казем-бека впоследствии был назначен на должность шейх уль-ислама в Дербенте.
Первоначальное образование Мухаммед Али получил дома у отца. Кроме последнего, образованием Мухаммеда Али занимались по арабской грамматике Молла Абдул Азиз Хискенджа, по схоластической философии, мусульманскому законоведению и юриспруденции — известный в то время законовед Шейх Мухаммед Бахрейн. Мухаммед Али быстро и с лёгкостью освоил мусульманские законы, изучил персидский, арабский и турецкий языки. В 1819 году, в 17 лет Казем-Бек написал на арабском языке свой первый труд: «Опыт грамматики арабского языка» на арабском языке. В 1820 году пишет шарады «Муамма ва Лугаз» на арабском и персидском языках.
Отец, видя в Мухаммеде Али своего преемника, придавал большое значение образованию сына и предполагал отправить его для усовершенствования в «мусульманских» науках в Персию и Аравию. Однако этому намерению отца не суждено было сбыться. В 1820 году Мухаммеда Касима заподозрили в сношениях с дербентским Ших Али-ханом, укрывавшимся в Аварии. Он был смещён с должности шейх ул-ислама, предан суду и сослан на поселение в Астрахань.
Ещё юношей Казем-Бек познакомился в Дербенте с шотландскими христианскими миссионерами, знакомыми его отца. Как писал впоследствии сам учёный, он участвовал в беседах с ними, вёл многословные споры, пытаясь внушить им «истину ислама и вывести их из заблуждения». Стремясь понять сущность христианства, Казем-Бек начал изучать еврейский и английский языки. В 1821 году Мухаммед Али прибыл в Астрахань на свидание с опальным отцом, надеясь оттуда все же попасть в страны Востока и завершить своё образование. Однако здесь ему предстояло вновь встретиться с миссионерами и «пуститься вновь в состязания с ними». После продолжительной внутренней борьбы Казем-Бек принял христианство.
С тех пор учёный везде называл себя двойным именем и подписывался как «Мирза Александр Казем-Бек». Казем-Бек поселился у миссионеров в Астрахани, помогая им в переводах священных книг на восточные языки. За годы жизни у миссионеров Казем-Бек изучил европейские науки и в совершенстве овладел европейскими языками. В 1825 году ему было предложено посетить Англию с целью завершения образования. Однако царское правительство не дало разрешения на эту поездку. Усмотрев возможность использования Казем-Бека англичанами в своих корыстных целях, оно предложило ему место переводчика в МИД. Но это назначение было вскоре отменено: императорским указом Казем-Бек был назначен с 25 августа 1825 года на должность учителя татарского языка в Омское Азиатское училище (по другим данным — Омский кадетский корпус). Фактически это означало разлуку с учителями и ссылку.

### Казанский период жизни и творчества

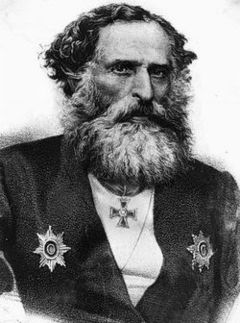
Ординарный профессор Александр Казем-Бек

В начале 1826 года Казем-Бек, по пути к новому месту назначения в Омск, прибыл в Казань. Здесь он вынужден был задержаться в связи с болезнью, и познакомился с ректором казанского университета, профессором К. Ф. Фуксом. Тот предложил молодому преподавателю остаться в Казани и вести занятия в 1-й Казанской гимназии по арабскому и персидскому языкам; 30 января 1826 года Казем-Бек начал свою педагогическую деятельность в гимназии. По отзывам современников, преподавал он «с особенным усердием без всякого возмездия за труды его». В июле 1826 года отделение словесных наук Казанского университета устроило испытание по восточным языкам для Казем-Бека, после которого ректор К. Ф. Фукс просил МИД уволить его со службы и разрешить перевод его из Омска (где Казем-Бек так фактически и не преподавал) в Казанский университет. 31 октября того же года М. Казем-Бек был назначен в университет на должность лектора (старшего преподавателя) арабского и персидского языков.
Получив должность лектора в университете, Казем-Бек продолжал преподавание восточных языков в 1-й Казанской гимназии. Позднее он составил методическое пособие и программу для преподавателей арабского, персидского и турецко-татарского языков гимназии, получившие высокую оценку Академии наук и одобренные министром народного просвещения. Этот труд Казем-Бека был издан в Казани в 1836 году. Восточные языки преподавались по программам Казем-Бека многие годы как в 1-й Казанской, так и в Астраханской и Тифлисской гимназиях. С 1836 по 1842 год Казем-Бек преподавал в 1-й Казанской гимназии, наряду с арабским и персидским, также и турецкий язык «с указанием уклонений от него языка татарского и других тюркских наречий», то есть в сравнительно-сопоставительном плане. Это было новым словом в науке и методике преподавания того времени.

В 1828 году в Казанском университете была учреждена (преобразована из лектуры) Кафедра турецко-татарского языка, которую возглавил Казем-Бек. С тех пор он преподает в университете 4 языка: арабский, персидский, турецкий и татарский; усиленно занимается научной работой. В 1830 году Казем-Бек был представлен к званию адъюнкта (непосредственно предшествовало званию профессора). В 1831 году учёный написал на персидском языке сочинение «Взгляд на историю языка и словесности арабской». На основании отзывов об этой работе Министерство народного просвещения утвердило Казем-Бека в степени магистра и звании адъюнкта восточной словесности. В 1829 году он, уже известный в Европе учёный-востоковед, был избран членом Великобританского Королевского Азиатского общества, а 13 декабря 1835 года — членом-корреспондентом Российской академии наук. В 1836 году Казем-Бек был произведен в экстраординарные профессоры Казанского университета, в 1837 — избран ординарным профессором по Кафедре турецко-татарского языка. С этого времени, как гласит «Отчет императорского Казанского университета…» от 1844 года, Казем-Бек преподавал 
турецко-татарский язык во всей подробности. Так он преподавал этимологию и синтаксис сего языка в обширном виде по своему сочинению, занимал студентов переводами с турецкого и татарского на русский и обратно и сообщал сравнительные замечания об обоих языках….
 В 1845 году, после ухода из Казанского университета профессора Ф. И. Эрдмана, преподавание арабского и персидского языков было возложено на М. Казем-Бека. 31 октября 1845 года М. Казем-Бек был избран деканом первого отделения философского факультета Казанского университета.
Как явствует из других отчетов, учёный объяснял студентам старших курсов турецко-татарскую грамматику «по своему сочинению», предвосхитив тем самым курсы теоретической грамматики тюркских языков, которые и поныне читаются в ряде университетов России. На лекциях и практических занятиях Казем-Бек читал со студентами извлечения из средневековых тюркоязычных сочинений, «упражнял их в чтении константинопольских и александрийских газет, переводах на турецкий язык и читал историю турецкой литературы и историю просвещения на Востоке по своим запискам». В 1846 году Казем-Бек перешёл на Кафедру арабского и персидского языков, при этом заведующим турецко-татарской кафедрой был утверждён ученик и сотрудник Казем-Бека, известный тюрколог, а впоследствии биограф Казем-Бека — И. Н. Березин (1818—1896).
Преподавание Казем-Бека, по отзыву И.Н. Березина, «отличалось чрезвычайной ясностью, и для любознательного слушателя этот профессор составлял неистощимый запас знания по всем отраслям востоковедения с точным и верным ответом на всякий запрос». Биограф отмечал, что основной фонд знаний ученого «составляли сведения, приобретенные им в восточной школе, и уже на эту основу легла ткань европейской науки». В этом было своеобразие и уникальность российского востоковеда, воспитавшего в Казани множество учеников, таких как Н.И. Березин, историк мусульманского Востока, иранист и тюрколог, и Н.И. Ильминский (1822—1891), арабист и тюрколог, известный путешественник по Востоку, издатель памятников тюркской письменности («Бабур-наме» и др.) и языковед.

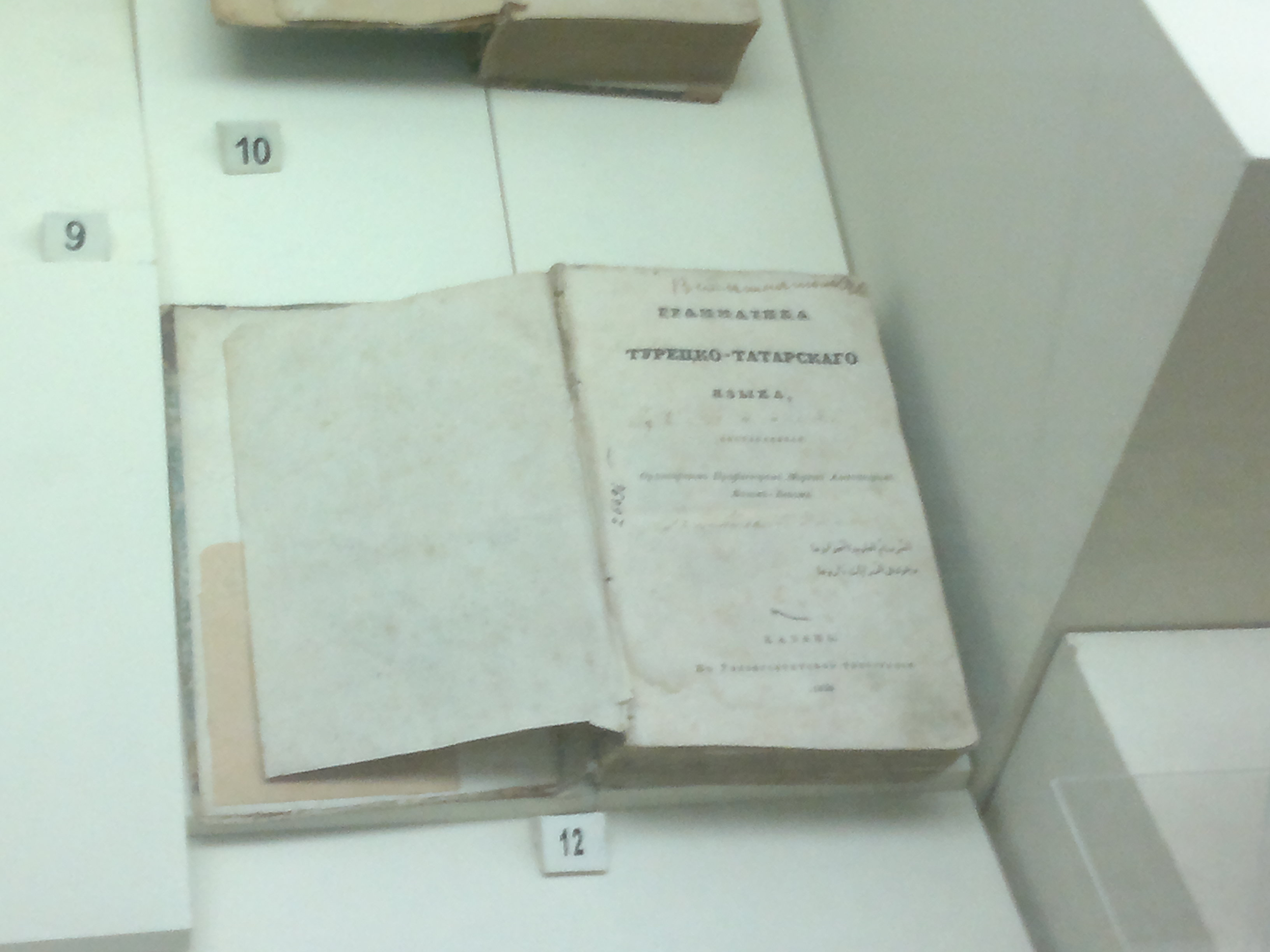
Экземпляр «Грамматики турецко-татарского языка» Казембека в Музее истории Азербайджана (Баку)

Есть основания утверждать, что профессор Казем-Бек готовил Л. Н. Толстого к вступительным экзаменам в Казанский университет по турецкому и арабскому языкам. Будущий писатель обязан был сдать эти экзамены для поступления на восточный разряд 1-го Философского факультета Университета в 1844 году и выдержал их отлично. Впоследствии Л. Н. Толстой перешел на Юридический факультет, где «обучался с успехами».
В казанский период научно-педагогической деятельности Казем-Бека им был издан ряд восточных источников, освещающих историю России: «Ассеб ас-сейяр, или семь планет, содержащий историю крымских ханов» (1835), «О взятии Астрахани в 1660 г. крымскими татарами» и др. Казем-Бек явился пионером изучения в России истории древних уйгуров, написав, на основе восточных источников, «Исследование об уйгурах», опубликованное в 1841 году. В 1839 году в Казани вышла в свет «Грамматика турецко-татарского языка», что явилось крупным событием в отечественной тюркологии. Это был первый в мире опыт изложения грамматики тюркских языков в сравнительно-сопоставительном плане, где факты фонетики, морфологии и синтаксиса османско-турецкого языка приводятся в сравнении с фактами «татарских» языков (азербайджанского, а также языка татар казанских, сибирских, оренбургских). Третья часть труда, посвященная «словосочинению» (то есть синтаксису) тюркских языков являлась полностью новаторской и намного превзошла аналогичные разделы грамматик западноевропейских ученых того времени. В 1846 году вышло второе издание сочинения под названием «Общая грамматика турецко-татарского языка…, обогащенное многими новыми филологическими исследованиями автора». Это издание было переведено на немецкий язык известным ориенталистом Теодором Ценкером (Лейпциг, 1848).
Сочинение Казем-Бека было удостоено Демидовской премии — наиболее почетной научной награды России в то время. Грамматика Казем-Бека в обоих изданиях — русском и немецком — широко использовалась для преподавания тюркских языков, как в России, так и в Западной Европе, вплоть до появления грамматики французского востоковеда Жана Дени в 1921 году (А. О. Черняевский и С. Г. Велибеков, предваряя издание «Вэтэн дили» отмечают, что в правилах правописания они руководствовались главным образом «Грамматикой турецко-татарского языка» Мирзы Казембека и др.)
26 августа 1848 года Министерство просвещения, в связи с выходом на пенсию профессора М. Дж. Топчибашева, приняло решение о переводе Казем-Бека в Санкт-Петербургский университет, на освободившееся место заведующего кафедрой персидской словесности.
Известный российский востоковед, доктор исторических наук Борис Моисеевич Данциг, высоко оценивая деятельность М. Казем-Бека казанского периода отмечает: «создателем казанской школы ориенталистов по праву должен считаться А. К. Мирза Казем-Бек».

### Санкт-Петербургский период жизни и творчества
30 октября 1849 года М. Казем-Бек вместе с семьей прибыл в Петербург. Известный российский востоковед того времени профессор В. В. Григорьев писал по этому поводу:
Преемником мирзы Джафара на кафедре Персидской Словесности явилась одна из замечательнейших в настоящее время личностей не только у нас и в целой Азии и целой Европе — азиатец, с глубоким Мусульманским образованием, соединяющий основательное знакомство с ученностью Европейскою, владеющий одинаково как Арабским, Персидским и Турецким, так Английским, Французским и Русским языками, и на всех шести языках писавший и печатавший… В наш университет, после 23-летней службы в Казани, снискавшей ему там всеобщую любовь и уважение, перешел он в ноябре 1849 года на кафедру Персидской Словесности. 
26 августа 1850 года М. Казем-Беку за «усердие в образовании студентов Санкт-Петербургского университета из кавказских воспитанников» было объявлено монаршее благоволение; 29 марта 1851 года ординарный профессор А.К. Казем-Бек «за отлично-усердное и успешное выполнение возложенных на него сверх должности поручений» был награждён орденом Святого Владимира 3-й степени; 25 декабря 1852 года профессор Казем-Бек за отличие был произведён в действительные статские советники.
М. Казем-беку принадлежит заслуга в развитии русского военного востоковедния. Он первым в России предпринял попытку объединения высшего военного образования с классическим востоковедением. По его личной инициативе в Императорской военной академии был организован курс турецкого языка: в декабре 1853 — июле 1854 года им были прочитаны лекции для слушателей академии, пользовавшиеся большим успехом. Курс положил собой начало подготовке военно-востоковедных кадров в Петербурге — военной столице империи.
На посту профессора персидского языка в Петербурге он стал горячим сторонником идеи о «централизации востоковедения» в России. Эта идея была воплощена в жизнь в 1854 году царским указом о реорганизации Санкт-Петербургского университета и открытии в нём факультета восточных языков, с целью сосредоточить в нём изучение и преподавание восточных языков в России. Одновременно упразднялись подразделения, где изучались восточные языки, в других российских университетах; 20 апреля 1855 года профессору А.К. Казем-Беку высочайше было разрешено принять и носить пожалованный ему шахом Персидским орден Льва и Солнца 1-й степени. Факультет восточных языков был открыт 27 августа 1855 года и первым деканом его был избран Мирза Александр Казем-Бек.
В последний, петербургский период своей жизни и деятельности Казем-Бек был профессором персидского языка и истории Персии на возглавляемом им факультете. По отзывам современников, его языковые занятия имели преимущественно практический характер, были направлены на овладение живым персидским языком, правильным произношением при чтении и разговоре, на отработку навыков устного перевода. С первых лет пребывания на посту декана Казем-Бек отстаивал идею создания на факультете особой кафедры истории Востока. Кафедра была открыта согласно университетскому уставу 1863 года. В 1858 году Казем-Бек, разошедшийся во взглядах на задачи факультета с большинством профессоров, ушёл с поста декана, уступив его арабисту и тюркологу А. О. Мухлинскому. Однако А. О. Мухлинский не проявил на этой должности достаточной инициативы, и на выборах в 1866 году деканом факультета восточных языков был вновь избран Казем-Бек, остававшийся на этом посту до самой своей кончины.
Как руководитель факультета, он всемерно содействовал командированию одаренных студентов и выпускников-магистров в страны Востока; стремился использовать для этого любые возможности. «…Исследование Востока, — утверждал он, — более всех других отраслей науки нуждается в личном, хотя бы кратковременном ознакомлении его исследователей с местными его языками и обычаями. Четырёх- или пятилетние занятия молодых людей в университете восточными языками, даже и при существующих способах, не могут подвинуть так далеко их познаний, как кратковременное пребывание их на самом Востоке».

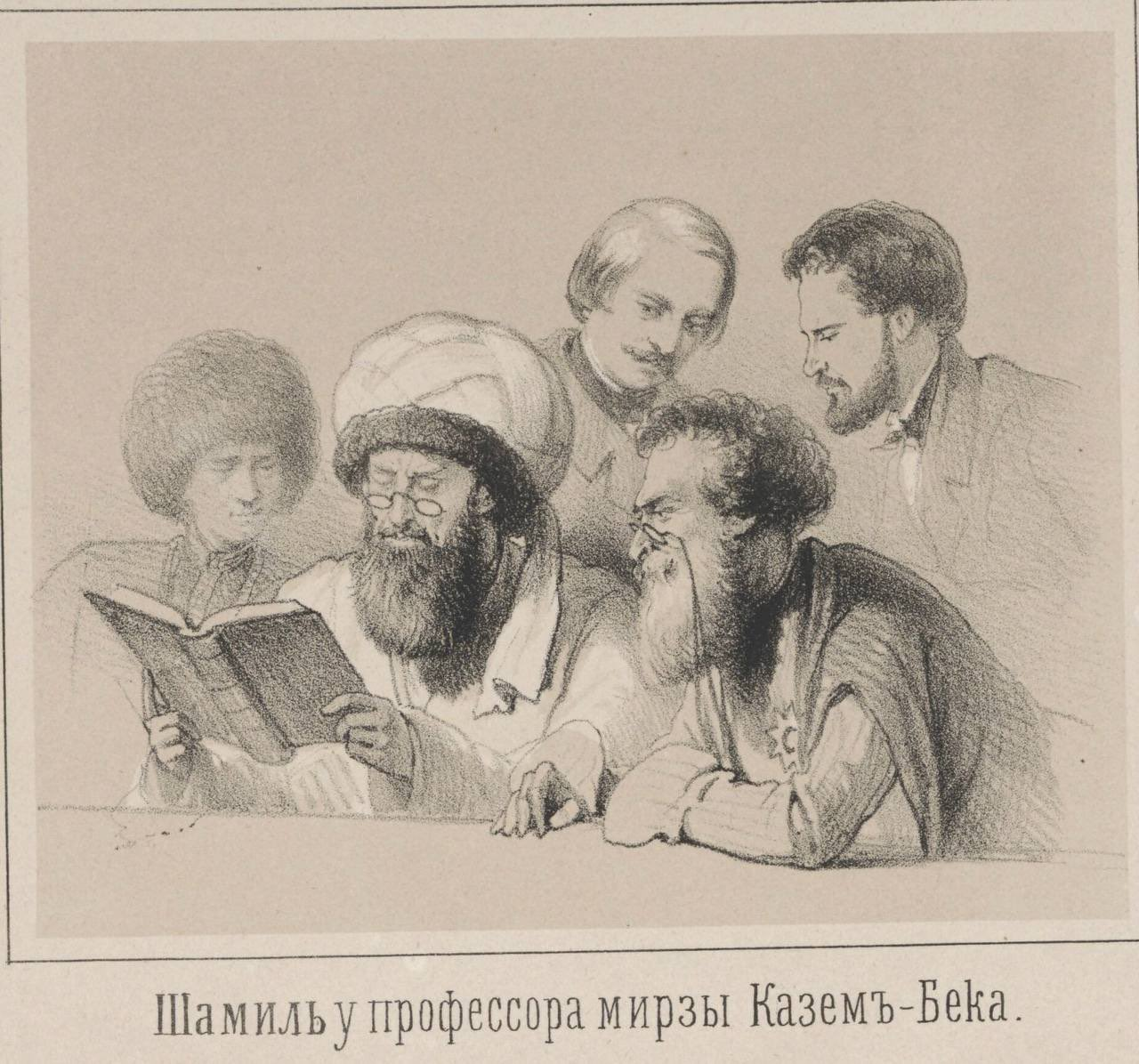
Шамиль у профессора Мирзы Казем-Бека. Худ. В. Ф. Тимм. «Русский художественный листок». Лист № 31, 1859 г.

В Петербурге Казем-Бек продолжал активную научную деятельность; публиковал работы как по тюркологии, так и по истории Востока и его религий. В 1854 году был издан труд, имевший в основном практическую направленность: «Учебные пособия для временного курса турецкого языка». Работа состояла из краткого грамматического очерка турецкого языка; хрестоматии, включавшей тексты, выполненные разными почерками, употребительными в Османской империи; русско-турецкого словаря, составленного на высоком лексикографическом уровне и бывшего наиболее полным в то время (содержал перевод свыше 6700 русских слов). В том же году учёный опубликовал статью «Объяснение русских слов, сходных со словами восточных языков», посвященной и поныне актуальной теме — методике изучения ориентализмов в русском словаре. В 1865 году учёный издал крупную работу по истории религий Ирана: «Баб и бабиды: религиозно-политические смуты в Персии в 1844—1852 годах». В предисловии к этой книге автор, вопреки распространенному в то время мнению, утверждал, что ислам «не может быть преградой цивилизации», подкрепляя это тем фактом, что «во времена Аббасидов всё просвещение греков было перенесено в столицу ислама» (то есть в Багдад), откуда позднее «все отрасли наук и искусств», развившиеся на новой основе в Арабском халифате, были разными путями «сообщены Европе».
В 1868 году Казем-Бек, идя навстречу требованиям времени, предложил факультету подробный план изучения Туркестана, активно вовлекаемого в те годы в сферу стратегических интересов России. Согласно этому плану предполагалось собрать и издать с переводами сведения арабских географов о Туркестане в эпоху его наибольшего экономического процветания; в течение нескольких лет командировать в Среднюю Азию на время летних каникул молодых востоковедов под руководством опытного профессора для изучения памятников древности, средневековых рукописей и сбора лингвистического, этнографического, нумизматического и эпиграфического материала. Казем-Бек энергично взялся за воплощение в жизнь своего плана. В 1869 году он отправился в заграничную командировку, намереваясь изучить рукописи географического сочинения аль-Макдиси (X в.) с целью его дальнейшей публикации. Болезнь и смерть не позволили ученому осуществить это намерение. Академик В.В. Бартольд отмечал, что «работа, намеченная Казем-Беком, и в настоящее время исполнена далеко не вполне». В 1869 году был признан Советом Санкт-Петербургского университета доктором восточной словесности honoris causa
Прожил в Санкт-Петербурге 21 год, за это время он полностью адаптировался к столичной жизни. Его дочь Ольга вышла замуж за сына известного русского поэта Евгения Абрамовича Баратынского.
Мирза Александр Казем-Бек принадлежал к числу тех российских востоковедов прошлого, которые создали научную школу, занявшую в конце XIX—XX вв. ведущее место в мировой науке о Востоке, и продолжающую свои лучшие традиции в новом, XXI столетии. Уникальность личности Казем-Бека в том, что он, соединяя в себе восточную, мусульманскую образованность с традициями русской и западноевропейской науки, был в равной степени ученым-ориенталистом мирового уровня и талантливым, дальновидным организатором востоковедения в России.
Скончался 27 ноября (9 декабря) 1870 года в Санкт-Петербурге. Похоронен в Павловске.

## Награды
- 1840 — Демидовская премия (половинная) за публикацию книги «Грамматика Турецко-Татарского языка»[32].
- 1851 — Демидовская премия (категория «Почетный отзыв») за книгу «Дербент-Наме»[33].
- 1854 — Демидовская премия (половинная) за книгу «Учебные пособия для временного курса турецкого языка в Императорской Военной Академии»[34].